# Пеньки (Алтайский край)
Пеньки́ — посёлок в Ребрихинском районе Алтайского края. Входит в состав Рожне-Логовского сельсовета.

## География
Посёлок находится в юго-восточной части района, при автодороге 01Н-3604. Абсолютная высота — 263 м над уровнем моря.

## История
Основан в 1926 году. В 1928 году в посёлке имелось 84 хозяйства и проживало 444 человека (214 мужчин и 230 женщин). В национальном составе населения того периода преобладали белорусы. В административном отношении входил в состав Рожне-Логовского сельсовета Ребрихинского района Барнаульского округа Сибирского края.

## Население
| 1926 | 1997 | 1998 | 1999 | 2000 | 2001 |
| ---- | ---- | ---- | ---- | ---- | ---- |
| 444  | ↘179 | ↘175 | ↘170 | ↗173 | ↘172 |
| 2002 | 2003 | 2004 | 2005 | 2006 | 2007 |
| ↘143 | ↘142 | ↘132 | ↘128 | ↘118 | ↘114 |
| 2008 | 2009 | 2010 | 2011 | 2012 | 2013 |
| ↘112 | ↘110 | ↘83  | →83  | ↘77  | ↘73  |

### Национальный состав
Согласно результатам переписи 2002 года, в национальной структуре населения русские составляли 93 %.